# Sông Obra

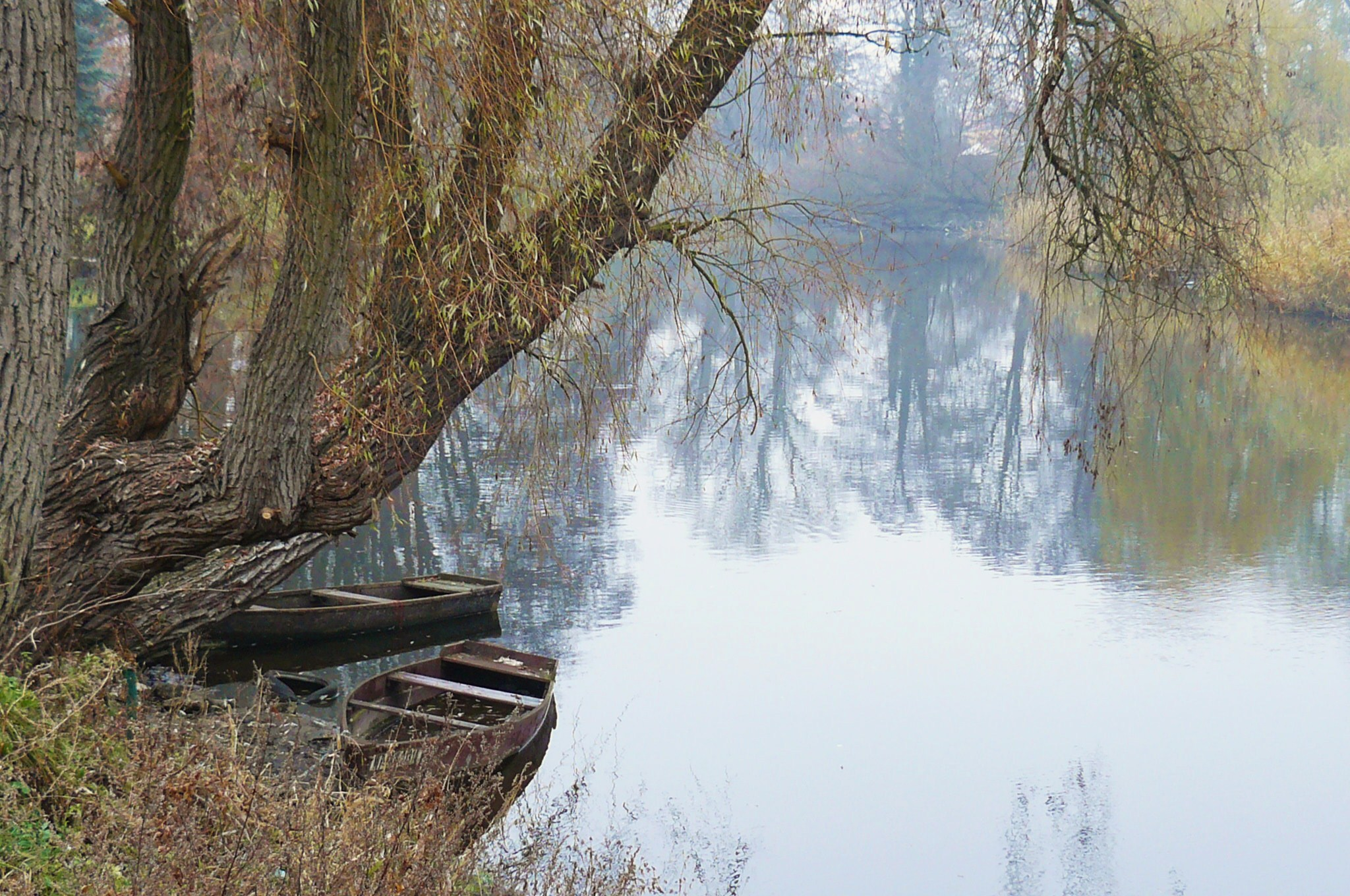
Sông Obra gần Zbąszyń.

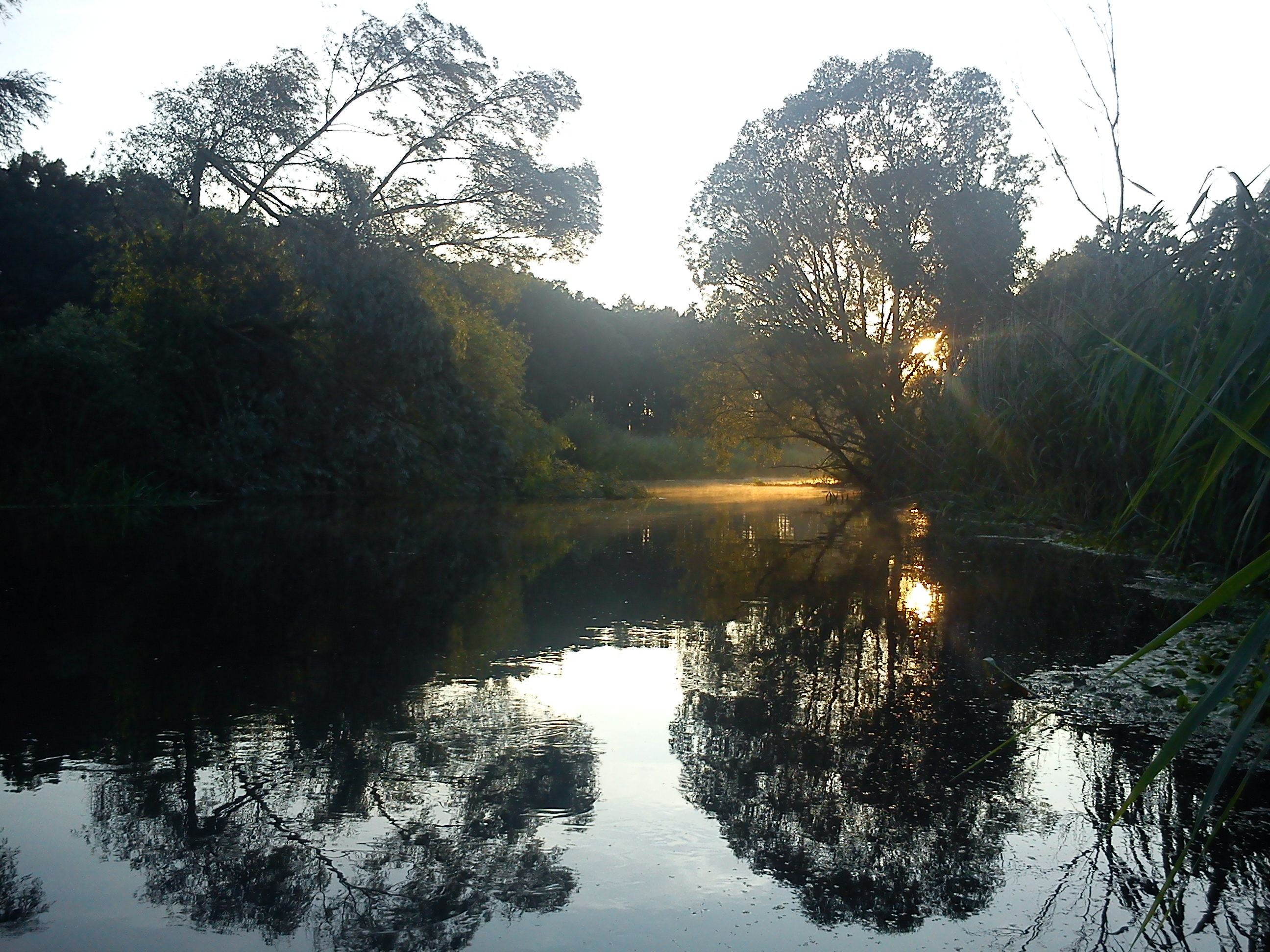
Sông Obra gần Trzciel.

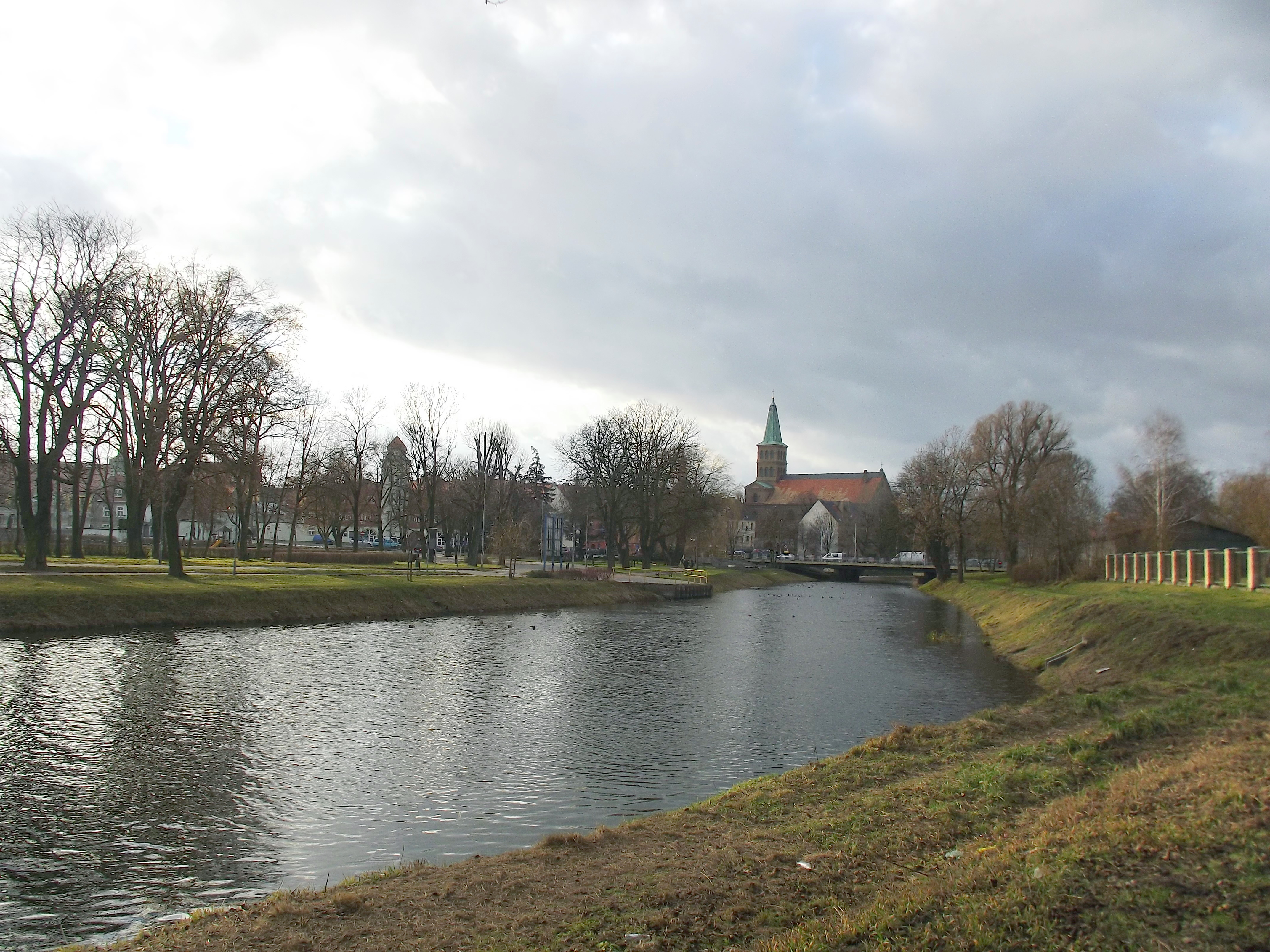
Sông Obra ở Międzyrzecz.

Obra là một con sông ở phía tây Ba Lan, một nhánh của sông Warta (ở Skwierzyna), với chiều dài 171 km và diện tích lưu vực là 2.760 km 2. Con sông này là một nơi lý tưởng với những người đam mê ca nô và kayak và ở đây tồn tại một đường mòn ca nô.

## Dòng chảy
Đầu nguồn sông nằm ở Jarocin, cửa vào sông Warta ở thị trấn Skwierzyna. Obra chảy qua một số thị trấn khác như Krzywin, Kościan, Zbaszyn, Trzciel, Miedzyrzecz, Bledzew và Skwierzyna. Dòng sông cũng chảy qua một số hồ.

## Đi ca-nô
Obra là một dòng sông phổ biến để đi thuyền ca-nô và chèo thuyền kayak. Các chuyến đi ca-nô thường bắt đầu từ Zbaszyn. Từ đó, dòng sông chảy qua những vùng hoang vu và cả vùng nông thôn. Hành trình đi ca nô ở đây không đặc biệt khó khăn, ngoại trừ một vài nơi địa hình khó khăn, nơi những cây ngã có thể gây ra sự gián đoạn. Obra được coi là một dòng sông an toàn cho người mới bắt đầu.

## Hệ thực vật và động vật
Sông Obra là môi trường sống phong phú cho hệ thực vật và động vật. Một số loài hoa lan mọc ở đây. Cây gọng vó, bùn cói, cây thạch tùng, thụy hương, hoa loa kèn của Turk, cùng với hơn 200 loài rêu và một số lượng lớn nấm không kém mọc ở khu vực xung quanh bờ Obra. Những cây sồi, gỗ sồi và Scots mọc dọc theo dòng sông.
Obra cũng là môi trường sống quan trọng của các loài chim. Có hơn 150 loài sinh sống trong khu vực. Một số loài chim quan trọng được tìm thấy ở đây là đại bàng biển, chim ưng, đại bàng vàng, vịt cát, cú đại bàng, cò đen, chim gõ kiến đen và crake ngô. Rùa đầm lầy cũng sống ở vùng nước Obra. Hơn 40 loài động vật có vú đi lang thang trong khu vực xung quanh Obra, bao gồm hải ly, rái cá sông, hươu, lửng, thỏ rừng và lợn rừng. Loài cá được tìm thấy trong Obra bao gồm cá da trơn, cá hồi sông, giống cá nước ngọt, cá hồi hồ, cá powan, cá râu, và cá hồi.

## Quái vật
Có một truyền thuyết địa phương liên quan đến sông Obra. Các truyền thuyết được tập trung ở gần phía bắc của dòng sông, gần Bledzewand. Có một câu chuyện về sự tồn tại của một con cá khổng lồ ở hồ Czapliniec. Con cá được nhiều người tin là một con cá già đã phát triển đến kích thước khổng lồ. Những người khác coi nó như một con quái vật. Câu chuyện về những con cá ăn vịt, thiên nga và thậm chí cả những con chó nhỏ.

## Thị trấn
- Krzywiń
- Ko-cian
- Zbąszyń
- Trzciel
- Międzyrzecz
- Bledzew
- Skwierzyna